# Melilotus officinalis
Melilotus officinalis là một loài thực vật có hoa trong họ Đậu. Loài này được (L.) Pall. miêu tả khoa học đầu tiên.

## Hình ảnh

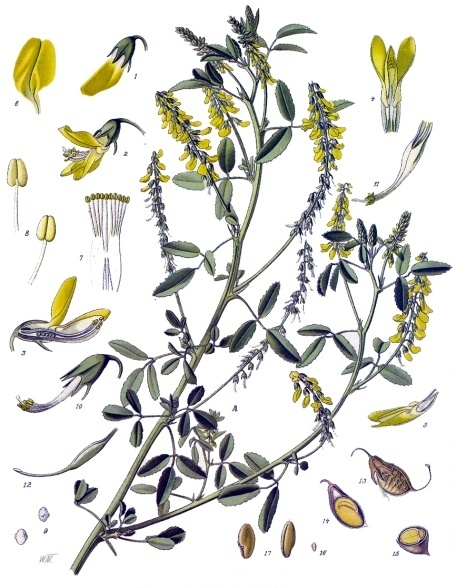
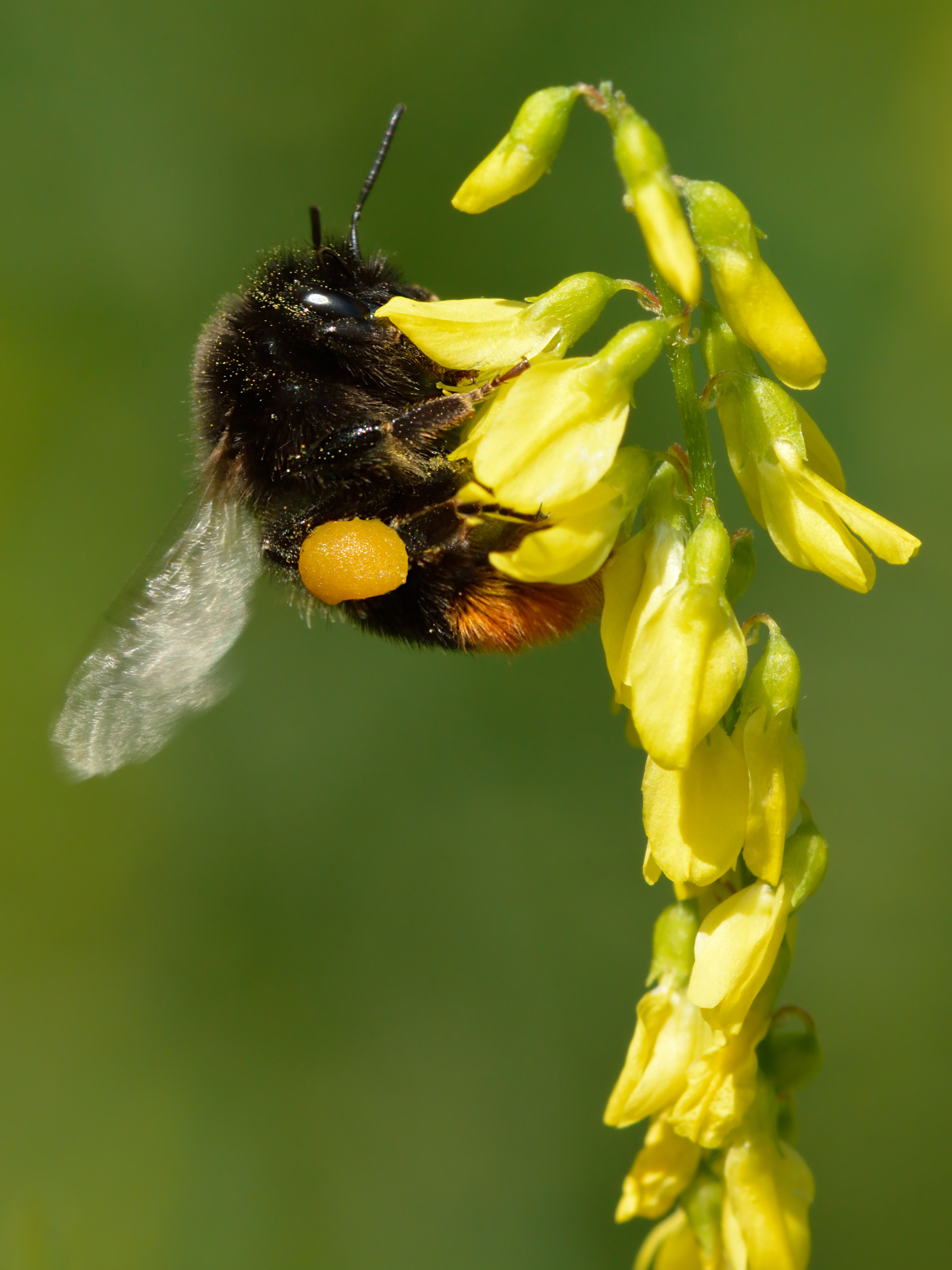
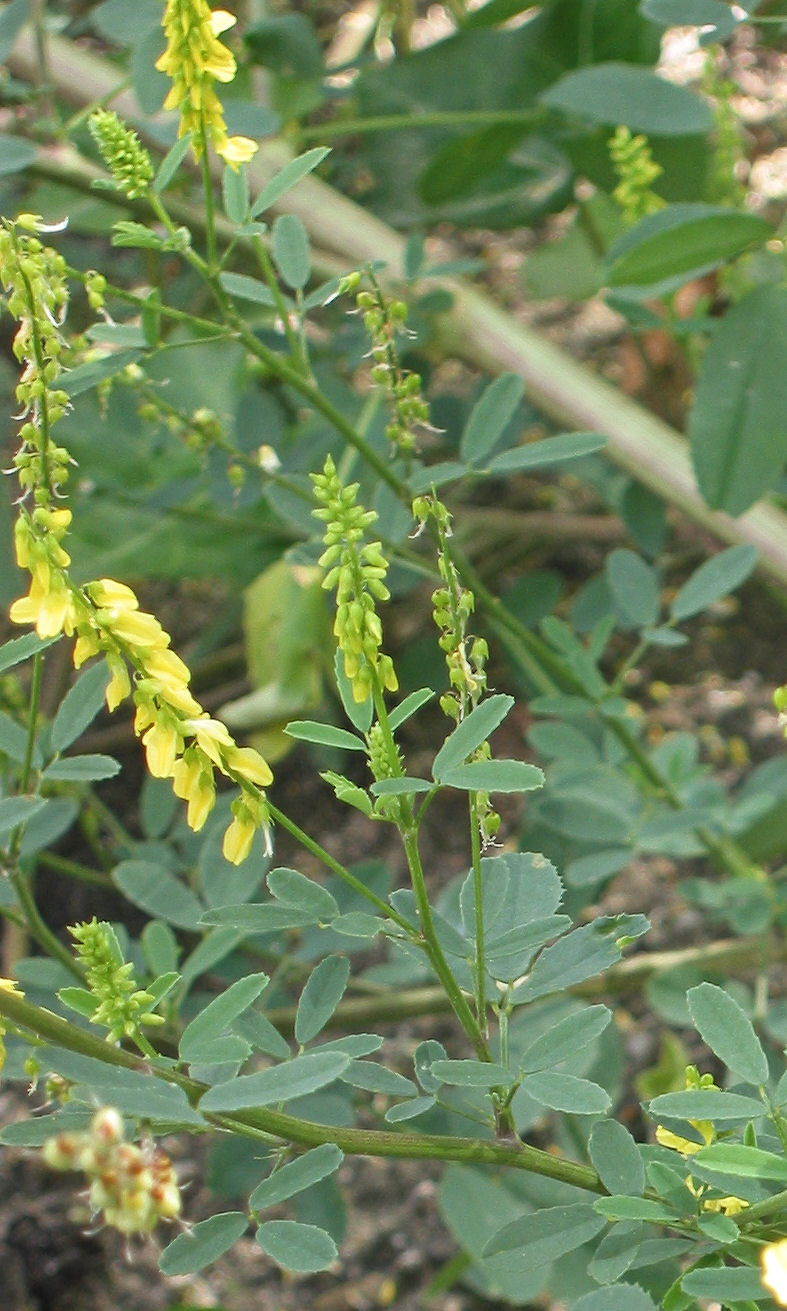
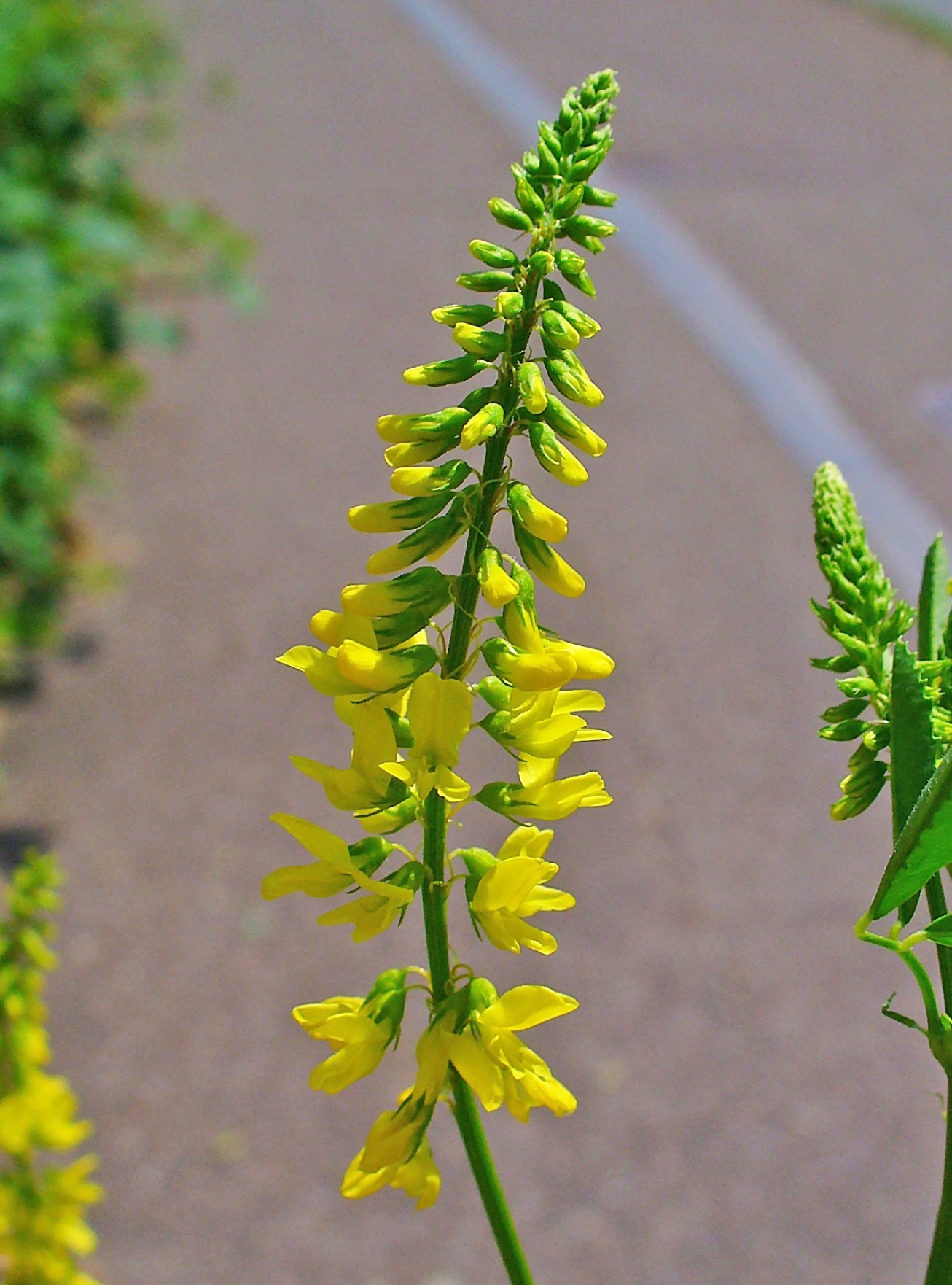